# Primera Divisió 1999-2000
La Primera Divisió 1999-2000 fu la quinta edizione del campionato andorrano di calcio, disputato tra il 19 settembre 1999 e il 29 maggio 2000 e si concluse con la vittoria del Constelació Esportiva, al suo primo titolo.

## Formula
Il numero di squadre partecipanti fu ridotto da 12 a 8 e si affrontarono in un turno di andata e ritorno per un totale di 16 giornate.
Durante la pausa invernale il CE Benito si ritirò e tutti i suoi risultati furono annullati e non furono previste ulteriori retrocessioni.
La vincente si qualificò alla Coppa UEFA 2000-2001

## Squadre partecipanti
| Club                     | Città               | Posizione 1998-99   |
| ------------------------ | ------------------- | ------------------- |
| Constelació Esportiva    | Andorra la Vella    | 5°                  |
| FC Encamp                | Encamp              | 3°                  |
| Sporting Club d'Escaldes | Escaldes-Engordany  | 8°                  |
| Inter Club d'Escaldes    | Escaldes-Engordany  | 4°                  |
| CE Benito                | Sant Julià de Lòria | 7°                  |
| Principat                | Andorra la Vella    | Campione di Andorra |
| FC Santa Coloma          | Santa Coloma        | 2°                  |
| UE Sant Julià            | Sant Julià de Lòria | 6°                  |

Tutte le partite furono disputate nello Estadi Comunal d'Aixovall.

## Classifica
|                    | Pos. | Squadra                  | Pt | G  | V  | N | P  | GF | GS | DR  |
| ------------------ | ---- | ------------------------ | -- | -- | -- | - | -- | -- | -- | --- |
| Andorra (bandiera) | 1.   | Constelació Esportiva    | 36 | 12 | 12 | 0 | 0  | 70 | 6  | +64 |
|                    | 2.   | FC Santa Coloma          | 28 | 12 | 9  | 1 | 2  | 34 | 10 | +24 |
|                    | 3.   | Inter Club d'Escaldes    | 20 | 12 | 6  | 2 | 4  | 24 | 25 | -1  |
|                    | 4.   | FC Encamp                | 17 | 12 | 5  | 2 | 5  | 33 | 28 | +5  |
|                    | 5.   | UE Sant Julià            | 10 | 12 | 3  | 1 | 8  | 23 | 36 | -13 |
|                    | 6.   | Principat                | 6  | 12 | 2  | 0 | 10 | 16 | 41 | -25 |
|                    | 7.   | Sporting Club d'Escaldes | 5  | 12 | 1  | 2 | 9  | 12 | 66 | -54 |
|                    | 8.   | CE Benito                | 0  | 0  | 0  | 0 | 0  | 0  | 0  | 0   |

Legenda:

      Campione di Andorra e ammesso alla Coppa UEFA
      Retrocessa in Segona Divisió
Note:

Tre punti a vittoria, uno a pareggio, zero a sconfitta.

### Verdetti
- Campione di Andorra: Constelació Esportiva
- Qualificato alla Coppa UEFA: Constelació Esportiva
- Retrocesse in Segona Divisió: CE Benito